# Sven Göransson
Sven Lucien Marcel Gustaf Göransson, född 25 november 1910 i Göteborg, död 23 november 1989 i Uppsala, var en svensk teolog. Han var brorson till professorn i dogmatik Nils Johan Göransson.
Göransson blev filosofie kandidat 1932, teologie kandidat 1935, teologie licentiat 1939, teologie doktor och docent i kyrkohistoria vid Uppsala universitet 1950 samt var professor i nämnda ämne där 1956–1977. Han prästvigdes 1936. 
Göransson var redaktör för Kyrkohistorisk årsskrift 1956–1977, ordförande i Kristendomslärarnas förening 1957–1965, ombud vid Kyrkomötet 1958, ledamot av domkyrkorådet 1959–1968, Uppsala domkapitel 1960–1966, prefekt för teologiska institutionen vid Uppsala universitet 1960–1973, styrelseledamot i Commission international d'histoire ecclésiastique comparée 1974–1978, vice ordförande för Göransgårdens sjukhem 1960–1975, ordförande från 1975 och ordförande för Norrbyska studenthemmet 1955–1978. 
Göransson var redaktör för Church in a Changing Society (1977) och var ledamot av Kungl. Vitterhets Historie och Antikvitets Akademien och Kungl. Samfundet för utgivande av handskrifter rörande Skandinaviens historia. Han är begravd på Uppsala gamla kyrkogård.